# العبودية الأمريكية كما هي
العبودية الأمريكية كما هي: شهادة ألف شاهد هو كتاب من تأليف ثيودور دوايت ويلد، وزوجته أنجلينا غريمكي، وأختها سارة مور غريمكي، والذي نشر عام 1839.
استخدمت هيريت بيتشر ستو العبودية الأمريكية باعتبارها مصدر إلهام مباشر لروايتها، كوخ العم توم، والتي أصبحت أيضًا مؤثرة جدًا في حركة إنهاء العبودية. ذهبت ستو إلى أبعد من ذلك حيث ورد أنها تنام وتضع الكتاب تحت وسادتها في الليل. في العام الأول من نشره، بيع من الكتاب 100،000 نسخة؛ كان بمثابة مزيج حيوي من الشهادات من أولئك المتضررين من العبودية والإعلانات التي نشرها الرقيق أنفسهم. أثبتت هذه الطريقة فعاليتها في كسب الدعم لإلغاء العبودية، حيث لا يمكن لمالكي العبيد أن يجادلوا في كلماتهم بغض النظر عن مدى سوء انعكاسها على شخصيتهم.
هناك أعمال أخرى مستوحاة جزئيًا من العبودية الأمريكية حيث تم تضمينها في كتاب ويليام جودل The American Slave Code in Theory and Practice، واستشهدت ملاحظات تشارلز ديكنز الأمريكية بإعلانات كاملة من ويلد

## روابط خارجية
- 1839 الطبعة الأصلية من الكتاب
  - العبودية الأمريكية كما هي، متاحة في أرشيف الإنترنت .
  - العبودية الأمريكية كما هي، متوفرة في كتب جوجل .
  - العبودية الأمريكية كما هي، متاحة من خلال جامعة نورث كارولينا في تشابل هيل .
- طبعة حديثة مختصرة بمقدمة من 14 صفحة:
  - Weld، Theodore (1972). Curry؛ Cowden (المحررون). Slavery in America : Theodore Weld's American slavery as it is. ايتاسكا (إلينوي): F. E. Peacock.